# Lobus (plaats)
Lobus is een bestuurslaag in het regentschap Timor Tengah Selatan van de provincie Oost-Nusa Tenggara, Indonesië. Lobus telt 1503 inwoners (volkstelling 2010).